# Gerhard Naulin
Gerhard Naulin (* 27. April 1922 in Berlin; † 20. November 2018 ebenda) war ein deutscher Gesundheitsbeamter und Politiker (SPD).

## Leben

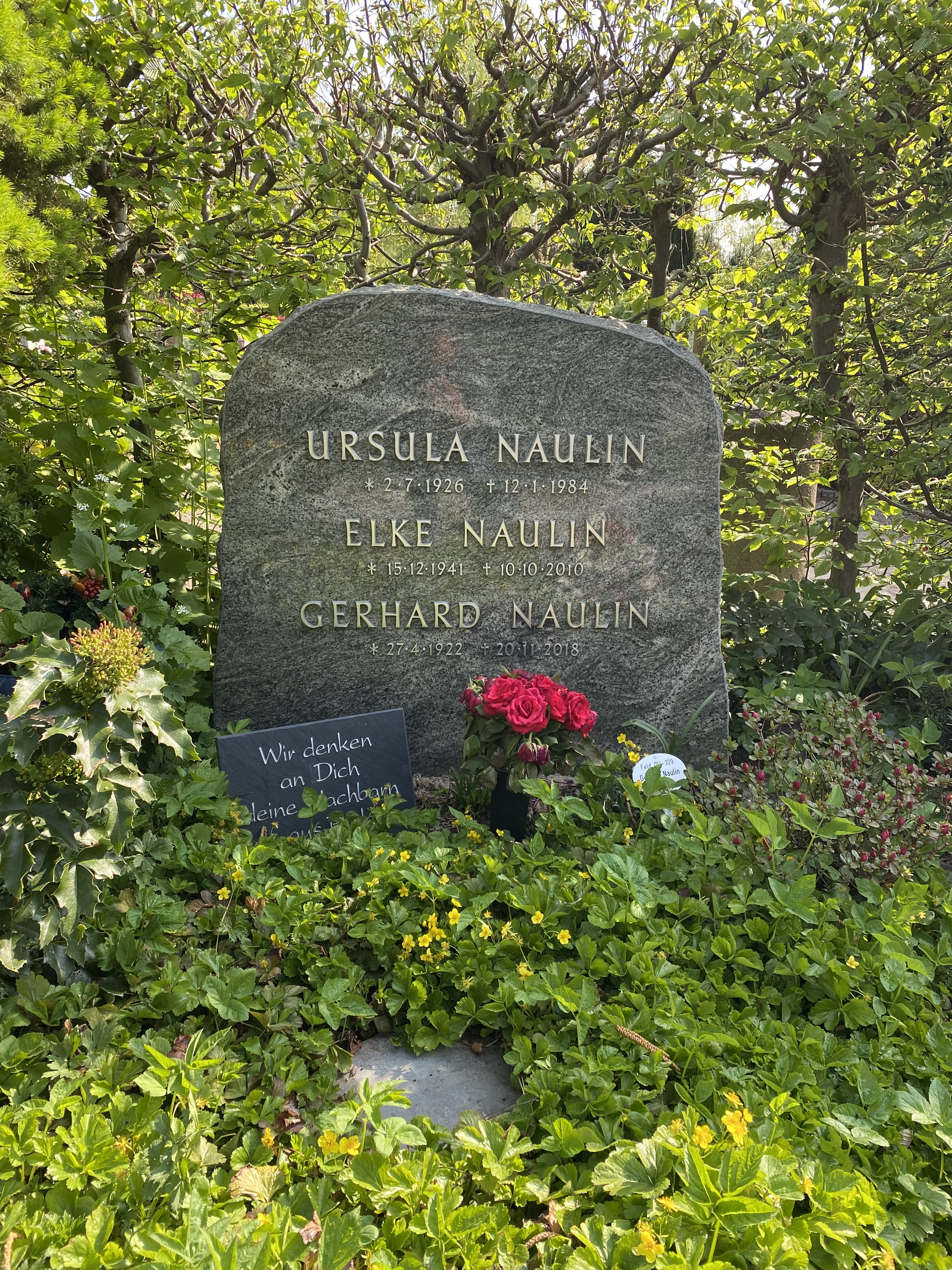
Grabstätte auf dem Friedhof Zehlendorf

Gerhard Naulin wurde als Sohn Wilhelm Naulins geboren, der nach 1945 Präsident des Kleingärtnerverbands Berlins war. Naulin trat der SPD bei und war von 1965 bis 1968 Bezirksstadtrat im Bezirk Zehlendorf. Von 1968 bis 1981 war er Staatssekretär in der Berliner Senatsverwaltung für Gesundheit.

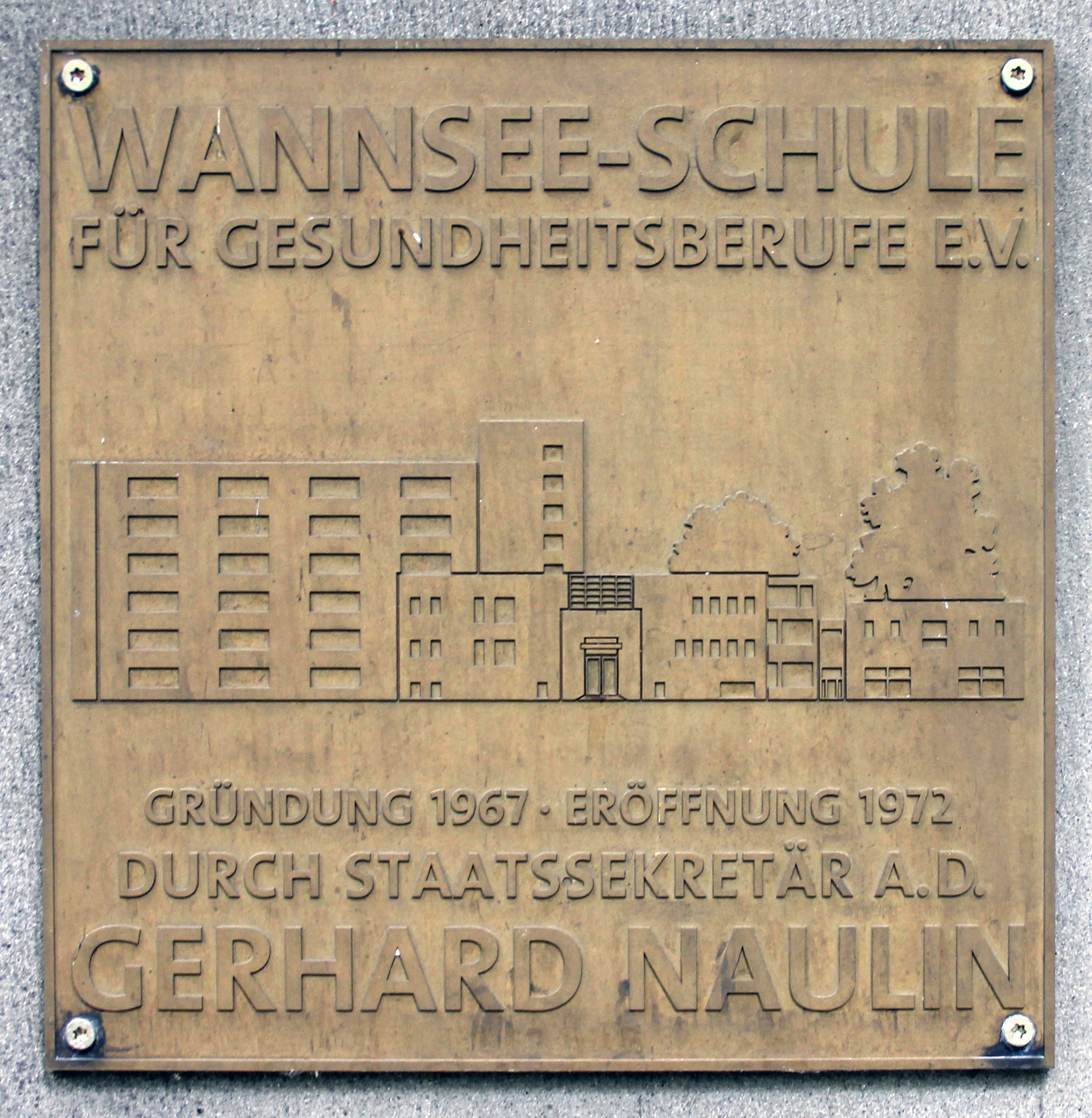
Gedenktafel der Wannsee-Schule für Gesundheitsberufe

Seit 1966 gehörte er als Gründungsmitglied dem Kuratorium der Stiftung des Oskar-Helene-Heims an, die er wesentlich mitgestaltete und über viele Jahre als Vorsitzender leitete. 1967 gründete er die Wannsee-Schule für Gesundheitsberufe, die er 1972 als Senatsdirektor (Staatssekretär) gemeinsam mit Bundespräsident Gustav Heinemann eröffnete. Von der Gründung im Jahr 1976 bis 2014 war er zudem Kuratoriumsvorsitzender der nach seinem Vater benannten Wilhelm-Naulin-Stiftung und setzte sich für das Kleingartenwesen in Berlin und die Erhaltung der innerstädtischen Grünflächen ein.
Für seine Verdienste wurde er mit dem Ehrentitel eines Stadtältesten und dem Großen Bundesverdienstkreuz ausgezeichnet. Gerhard Naulin verstarb im hohen Alter von 96 Jahren in seiner Geburtsstadt und wurde auf dem dortigen Friedhof Zehlendorf (Feld 014-329) beigesetzt.

## Ehrungen
- Bundesverdienstkreuz 1. Klasse (1973)
- Stadtältester von Berlin (1998)
- Großes Verdienstkreuz der Bundesrepublik Deutschland (1987)[1]